# Im Schatten der Angst – Du sollst nicht lügen
Im Schatten der Angst – Du sollst nicht lügen (Arbeitstitel Im Schatten der Angst 2) ist ein österreichisch-deutscher Fernsehfilm aus dem Jahr 2023 von Till Endemann mit Julia Koschitz, Susi Stach und Mercedes Müller. Es handelt sich um die Fortsetzung von Im Schatten der Angst (2019). 2024 entstand mit Im Schatten der Angst – Der Skorpion der dritte Teil.

## Handlung
An einem Flussufer wird ein Mann erschlagen, noch in der Tatnacht stellt sich Anna Lobrecht der Polizei und gesteht den Mord an Christoph Schäfler, ihrem einstigen Psychologen. Kriminalkommissarin Irene Radek findet in den Akten über Anna Lobrecht ein Gutachten der forensischen Psychiaterin Karla Eckhardt. Diese hatte Lobrecht zwei Jahre zuvor als zwanghafte Lügnerin mit einer Borderline-Persönlichkeitsstörung eingestuft. Radek nimmt daher mit Eckhardt Kontakt auf. 
Laut Lobrecht hatte Eckhardt sie damals falsch beurteilt, trotzdem will sie nicht mit dem ihr zugeteilten Dr. Lorenz Lodenscheidt sprechen, sondern nur mit Eckhardt. Die Funkzellenauswertung ergibt, dass Anna Lobrechts Mobiltelefon zur Tatzeit nicht in der Nähe des Tatorts, sondern bei ihrer Mutter Margarete eingeloggt war. Margarete Lobrecht bestätigt, dass ihre Tochter den ganzen Tag bei ihr war. Die Leiche von Schäfler wurde in der Nähe jenes Wasserkraftwerkes gefunden, an dem sich Schäfler und Lobrecht häufiger getroffen hatten.
Die Spuren deuten auf den vorbestraften Gewalttäter Martin Heller hin. Er war Pfleger in der Psychiatrie, während Anna Lobrecht Patientin war. Heller wurde vom Dienst suspendiert, weil er eine Kollegin tätlich angegriffen hatte, nachdem er Streit wegen Anna hatte. Martin hatte sich in Anna verliebt. Außerdem war sein Mobiltelefon zur Tatzeit in der Nähe des Tatortes eingeloggt. Laut seiner Schwester Sylvia Heller war ihr Bruder aber zur Tatzeit bei ihr. Während Radek mit Sylvia Heller spricht, gelingt ihrem Bruder Martin die Flucht.
Christoph Schäfler wurde am Todestag des Vaters von Anna Lobrecht ermordet, ihr Vater starb bei einem Brand. Martin Heller hatte Anna Lobrecht vom Donauufer aus zur Tatzeit angerufen. Anna gibt an, dass sie sich schuldig gefühlt und deswegen die Tat gestanden hatte. Sie glaubt, dass Heller den Mord begangen hat. Der flüchtige Martin Heller lauert Karla Eckhardt in ihrem Stiegenhaus auf, um ihr etwas zu sagen, weil die Polizei ihm nicht glauben würde. Dabei fällt ihr Begleiter Péter Sándor die Treppe hinunter, der daraufhin ins Krankenhaus eingeliefert wird. 
Für Radek ist Martin Heller der Täter, nachdem auch die Schuhabdrücke vom Tatort mit jenen von Heller übereinstimmen. Für sie ist der Fall damit abgeschlossen, Lobrecht wird nach Genehmigung durch den Amtsarzt freigelassen. Martin Heller sucht Karla Eckhardt nochmals auf, er behauptet Schäfler nicht ermordet zu haben. Außerdem habe er Anna angerufen, allerdings war nicht deren Stimme am anderen Ende der Leitung. Eckhardt wurde auf Anweisung von Radek observiert, Martin Heller wird bei dem Treffen von der Polizei festgenommen.
Eckhardt sucht Martin Heller im Gefängnis auf und spielt ihm eine Aufnahme von Margarete Lobrecht vor. Heller bestätigt aufgrund des Klanges der Stimme, in der Mordnacht mit ihr, und nicht mit Anna telefoniert zu haben. Außerdem findet sie heraus, dass Annas Vater, Pfarrer Schorn, damals wegen Verdacht auf Brandstiftung obduziert wurde. Schorn ist damals bei dem Brand erstickt. Margarete Lobrecht war Haushälterin bei Schorn und wurde von ihm verstoßen, nachdem sie sein Kind behalten wollte. Eckhardt vermutet, dass Anna ihrer Mutter damals ein falsches Alibi gegeben hatte und im Gegenzug dafür nun ein falsches Alibi von ihr erhalten hatte.
Anna Lobrecht nimmt Eckhardt in ihre Gewalt, dabei gesteht sie ihr den Mord an Christoph Schäfler. Anna glaubt, Schuld am Tod ihres Vaters zu haben, sie hätte ihn damals möglicherweise retten können. Margarete Lobrecht alarmiert noch die Polizei, bevor sie sich selbst erhängt, Anna wird schließlich von der Polizei wegen Mordes an Christoph Schäfler festgenommen.

## Produktion
Die Dreharbeiten fanden an 21 Drehtagen vom 8. März bis zum 27. April 2022  in Wien und Umgebung statt.
Produziert wurde der Film von der österreichischen Mona Film und der deutschen Tivoli Film der österreichischen Produzenten Thomas Hroch und Gerald Podgornig, beteiligt waren der Österreichische Rundfunk und das ZDF, unterstützt wurde die Produktion vom Filmfonds Wien und vom Fernsehfonds Austria.
Die Kamera führte Tobias von dem Borne, die Montage verantwortete Florian Drechsler. Den Ton gestaltete Dietmar Zuson, das Szenenbild Conrad Moritz Reinhardt, die Kostüme Christoph Birkner und die Maske Heike Sekera und Verena Morocutti.
Die Filmmusik ist eine Adaption von Beethovens 7. Sinfonie in A-Dur, op. 92, Allegretto. Der Film wurde 2024 mit Im Schatten der Angst – Der Skorpion unter der Regie von Umut Dağ fortgesetzt, die Dreharbeiten dazu starteten am 14. Oktober 2024.

## Veröffentlichung
Auf Flimmit wurde der Film am 12. Februar 2023 veröffentlicht. Die Erstausstrahlung im ORF erfolgte am 19. Februar 2023. Im ZDF wurde der Film am 17. April 2023 erstmals gezeigt.

## Rezeption
Im ORF sahen den Film bei Erstausstrahlung im Februar 2023 bis zu 666.000 und durchschnittlich 544.000 Personen, der Marktanteil betrug 19 Prozent. In Deutschland verfolgten den Film bei Erstausstrahlung 4,74 Millionen Seher bei einem Marktanteil von 17,9 Prozent.
Thomas Gehringer vergab auf tittelbach.tv 4,5 von 6 Sternen, der Film biete ein spannendes Genre-Spiel um Lüge und Wahrheit. Susi Stach als bärbeißige Kommissarin Irene Radek lockere die kühle Stimmung mit trockenem Humor auf. So entwickle sich die Reihe gefällig weiter, eine Fortsetzung könnte ein Gewinn für die Krimi-Landschaft sein.
Oliver Armknecht bewertete den Film mit fünf von zehn Punkten, bei der gut gespielten Duell-Situation darf bis zum Schluss gerätselt werden. Allerdings blieben die Figuren fremd, obwohl der Fokus auf dem Psychologischen liegt.